# La zona grisa
La zona grisa  (títol original: The Grey Zone), és una pel·lícula de l'any 2001 dirigida per Tim Blake Nelson i protagonitzada per David Arquette, Steve Buscemi, Harvey Keitel, Mira Sorvino i Daniel Benzali. Ha estat doblada al català
El nom de la pel·lícula prové d'un capítol del llibre "Els enfonsats i els salvats" de Primo Levi, un escriptor italià supervivent d'Auschwitz. La pel·lícula explica la història del sonderkommando jueu XII en el camp de concentració d'Auschwitz  l'octubre de 1944. Aquests presoners eren obligats a ajudar els guàrdies a portar a les víctimes cap a les cambres de gas.
El guió es basa parcialment en la novel·la autobiogràfica de Miklos Nyiszli, "Auschwitz: a doctor's eyewitness account", metge jueu que va participar en els experiments de Josef Mengele sota pressió de mantenir amb vida a la seva dona i filla. També es percep la influència del text de Primo Levi Els enfonsats i els salvats, un dels capítols es titula precisament La zona grisa.
Els barracons i forns crematoris es van reconstruir específicament per a la pel·lícula.
Va ser rodada a Bulgària.

## Argument
El 7 d'octubre de 1944, els sonderkommandos jueus (els presoners mantinguts separats de la resta i que treballaven en l'operació de les cambres de gas i forns crematoris) d'Auschwitz van organitzar un aixecament. El sentiment de culpa d'aquests homes, que a més reben un 'tracte de favor' per part dels nazis, els portarà a plantejar-se un motí com a forma de redempció. Les presoneres havien aconseguit extreure explosius d'una fàbrica d'armes i els van utilitzar per destruir parcialment el crematori IV i tractar d'escapar en la confusió. Els 250 presoners van ser capturats i immediatament executats.

## Repartiment
- David Arquette: Hoffman
- Steve Buscemi: "Hesch" Abramowics
- David Chandler: Rosenthal
- Allan Corduner: Doctor Miklos Nyiszli
- Daniel Benzali: Schlermer
- Mira Sorvino: Dina
- Natasha Lyonne: Rosa
- Michael Stuhlbarg: Cohen
- Harvey Keitel: SS-Oberscharfuhrer Eric Muhsfeldt
- Kamelia Grigorova: The Girl
- Velizar Binev: SS-Oberscharfuhrer Moll
- Lee Wilkof: Man With Watch

## Premis
- 2001: Festival de Sant Sebastià: Secció oficial llargmetratges a concurs
- 2002: National Board of Review: Premi a la Llibertat d'Expressió

## Crítica
- "Una narració senzilla, seca, freda, no especialment virtuosa i que resulta més impressionant que qualsevol sentimentalisme. (...) Puntuació: ★★★★ (sobre 5)"[3]
- "He vist moltes pel·lícules sobre l'Holocaust, però mai he vist una tan urgent, fixa i dolorosa en el seu material. (...) implacable, trist i desesperada. (...) Puntuació: ★★★★ (sobre 4)"[4]
- "Nelson (...) revesteix aquest inusual drama sobre l'Holocaust d'una intensitat dramàtica que en cap cas rebaixa el contingut que tracta. (...) Puntuació: ★★★ (sobre 4)"[5]
- "Implacablement gràfica. (...) Les seves imatges són tan fortes que rebaixen la complexitat moral de la pel·lícula. Com més realista pretén ser 'The Grey Zone', més destaquen els seus elements no realistes."[6]